# Boszkengasz
Boszkengasz (tadż.: Бошкенгаш) – miejscowość w Tadżykistanie (Wilajet Administrowany Centralnie); 24 tys. mieszkańców (2006). Ośrodek przemysłowy.